# Мяо-Чан
Мяо-Чан — горный хребет в Солнечном и Комсомольском районах Хабаровского края.
В переводе с маньчжурского языка Мяо-Чан означает «маленькие горы».

## Освоение
На хребте расположены населённые пункты Солнечный, Горный, Фестивальный, Перевальный, Снежный. Ведётся добыча полиметаллических руд. В 1955 году в долине реки Силинка Олегом Кабаковым открыто месторождение олова. Запасы оловополиметалических руд оказались достаточны для сооружения горно-обогатительного комбината в п. Горный.
С севера хребет огибает Байкало-Амурская магистраль.

## Геология
Мяо-Чан сложился в мезокайнозой. Осевая зона состоит из вулканических пород с преобладанием кислых эффузивов (липариты, туфы). Наличествуют интрузивные породы диорит и гранодиорит. На крыльях антиклинория отложения морского происхождения в виде глинистых сланцев, алевролитов, гравелитов, песчаников.
Долины рек сложены аллювиально-делювиальными гравийно-галечными отложениями.
На стыке разломов расположены зоны оловоносного оруднения, включающих в себя полиметаллические руды. Ведётся добыча руд.

## Климат
На Мяо-Чане, в целом, лесной муссонный климат, формирующийся за счёт воздушных масс Охотского моря и южных районов. Так как Мяо-Чан находится на стыке Амгунь-Нижнеамурской и Баджальско-Буреинской провинций, южная часть Мяо-Чана, находящаяся в составе Баджальско-Буреинской провинции, имеет черты ультраконтинентального климата.
Зима малоснежная, продолжительная (5—5,5 месяцев), солнечная со среднеянварской температурой −25—30°С. Летний период продолжается не более 3,5 месяцев.

## Почва
На гребнях водоразделов, крутых склонах расположены бурые горно-лесные почвы со слабокислой или кислой реакцией. На лесных склонах расположены горные буро-таёжные иллювиально-гумусовые почвы с сильнокислой реакцией. Равнинные участки покрыты бурыми лесными подзолистыми, луговыми глеевыми, пойменными бурыми, болотными и пойменными слоистыми почвами.

## Флора
Флора находится в состоянии деградации из-за многолетнего воздействия человека. В том числе, вследствие добычи руды, лесных пожаров, рубки леса, рекреационной нагрузки. По оценкам Светланы Шлотгауэр флора находится в состоянии близком катастрофическому.
На хребте произрастают пихтово-еловые и лиственичные леса. В долинах рек ивовые леса и кустарники. Встречается дуб монгольский. В предгорье имеются участки широколиственных и смешанных лесов. Ранее широко распространённые на юго-восточном склоне хребта, широколиственные и хвойно-широколиственные леса понесли значительный урон от рубок и пожаров.